# Hypsioma lyca
Hypsioma lyca là một loài bọ cánh cứng trong họ Cerambycidae.